# 活動監視器
活動監視器是Mac OS X操作系统中的一个管理电脑进程的实用程序。它的一些功能包括：
- 退出或强制关闭一个电脑进程
- 查看电脑CPU的负荷
- 检查随机存储器的用量或换出量
- 检查硬盘的读取量和写入量
- 检查存储装置的容量
- 管理电脑的网络使用量
- 检查正在运行的进程
- 查看进程ID的号码
- 查看特殊进程的信息

在Mac OS X v10.3之前，活動監視器的名称为Process Viewer。